# Alkanna barwierska
Alkanna barwierska, czerwienica barwierska (Alkanna tinctoria L.) – gatunek rośliny z rodziny ogórecznikowatych. Rośnie dziko głównie w obszarze śródziemnomorskim: w Afryce Północnej (od Maroka po Egipt), w Europie (Europa Południowa, Czechy, Węgry, Ukraina) i w Azji Zachodniej (Turcja, Izrael, Jordania, Liban, Syria).

## Morfologia

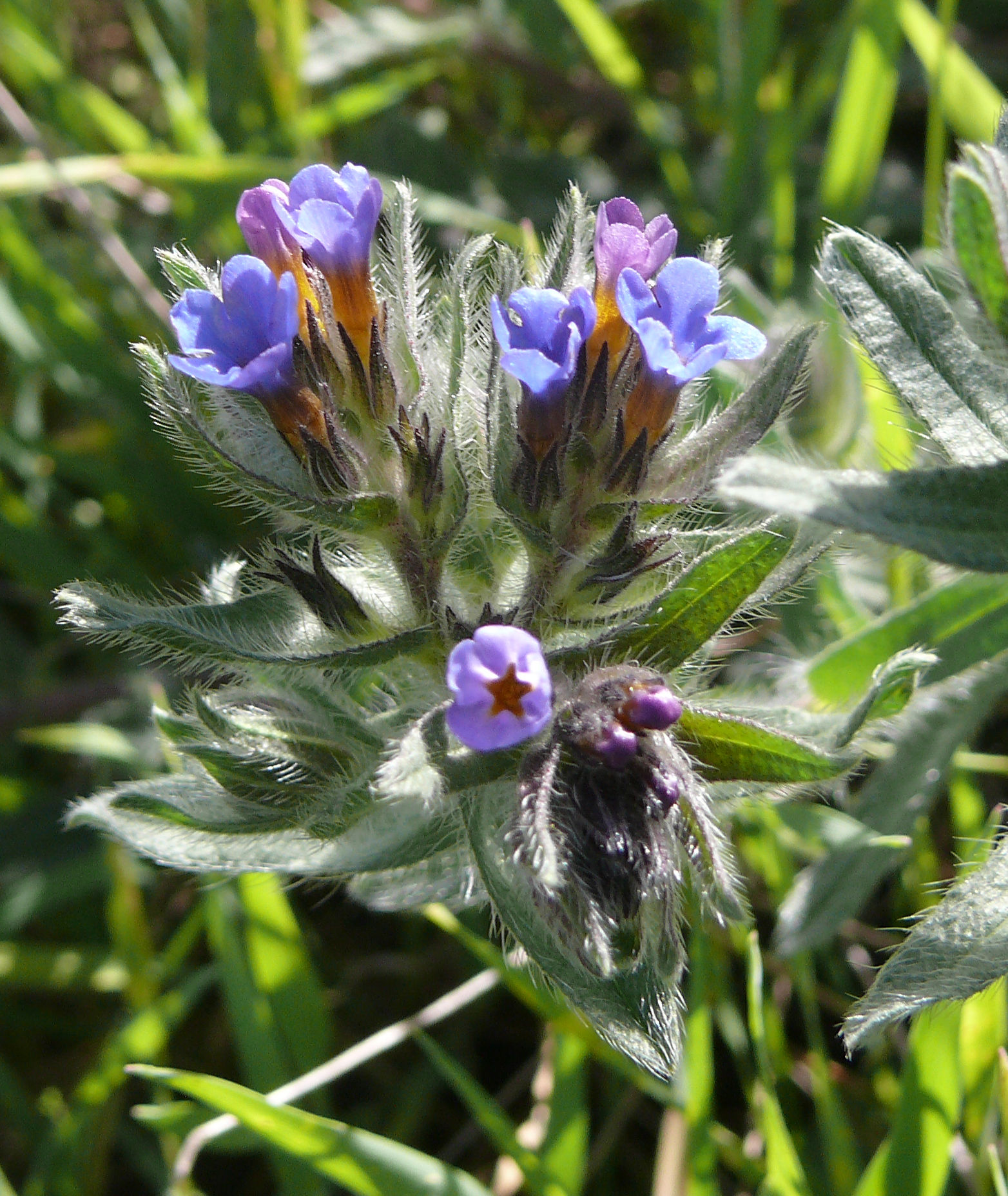
Kwiatostan

PokrójBylina z pokładającymi się pędami długości do 20 cm.
KorzeńMocny, gruby.
LiścieLancetowatego kształtu, owłosione.
KwiatyNiebieskie w skrętkach.
OwocRozłupnia wraz z 4 rozłupkami.

## Zastosowanie
Z korzenia otrzymywany jest barwnik w kolorze czerwonym używany do barwienia tkanin. Jest również wykorzystywany w barwieniu niektórych wyrobów cukierniczych, likierów. W starożytności służył jako szminka.

## Synonimy
Gatunek ten ma kilka synonimów:
- Alkanna lehmanii (Tineo) A. DC.
- Alkanna tuberculata (Forssk.) Meikle
- Anchusa bracteolata Viv.
- Anchusa tuberculata Forssk. (basionym)
- Lithospermum lehmanii Tineo